# Reykjanesbær
Reykjanesbær är en kommun på halvön Reykjanes på sydvästra Island, i regionen Suðurnes. Den uppstod 1994 genom sammanslagningen av städerna Keflavík (Keflavíkurbær) och Njarðvík (Njarðvíkurbær) med kommunen Hafnir (Hafnahreppur). Kommunen hade 19 676 invånare år 2021 och en yta på 145 kvadratkilometer.

## Huvudsakliga orter
Kommunens huvudsakliga orter är Keflavík, Njarðvík och Hafnir. Av dessa tre är Keflavík den största, medan Hafnir är den minsta och ligger 10 kilometer bort. Keflavík och Njarðvík var ursprungligen två skilda orter, men under den andra delen av 1900-talet växte de ihop och till slut var det bara en gata som skilde dem åt. Den norra sidan av gatan hör till Keflavík och den södra hör till Njarðvík. 
Sedan maj 2009 har Njarðvík fått ett museum: Viking World museum (Víkingaheimar).